# Згонико
Згонико (на италиански: Sgonico; на словенски: Zgonik, Згоник) е село и община в Италия, в регион Фриули-Венеция Джулия, провинция Триест. Населението му по данни от преброяването през 2008 г. 2118 жители.

## Език
Официални общински език са и италианският и словенският. Най-голямата част от населението говори словенски.
| %     | Роден език      |
| 18,40 | Италиански език |
| 81,60 | Словенски език  |